# Taha Yassine Khenissi
Taha Yassine Khenissi (arabe : طه ياسين الخنيسي), né le 6 janvier 1992 à Zarzis, est un footballeur tunisien évoluant au poste d'attaquant.

## Carrière

### Clubs
Formé à l'Espérance sportive de Tunis, il y signe son premier contrat professionnel en 2009. Il joue son premier match avec les Sangs et Or le 18 février 2010 contre le Stade tunisien. Dès lors, il ne joue que très rarement et dispute seulement une dizaine de matchs en trois saisons. Arrivé en fin de contrat en juin 2012, Khenissi décide de ne pas le prolonger, estimant qu'il n'a pas assez de temps de jeu. 
En septembre 2012, il signe un contrat de trois ans en faveur du Club sportif sfaxien. Lors de son premier match sous les couleurs du club, il inscrit un doublé contre l'Union sportive monastirienne (victoire sur un score de 2-0).
En 2015, il fait son retour à son club de formation, l'Espérance sportive de Tunis, terminant ainsi la phase aller en marquant huit buts.
En 2016, lors de la finale de la coupe de Tunisie opposant son équipe au Club africain, il ouvre le score en marquant un but à la cinquantième minute de jeu ; le match se termine par la victoire de l'Espérance sportive de Tunis (2-0), avec un autre but d'Adem Rejaibi à la 54e minute.
Le 1er juin 2021, le jury disciplinaire de la Confédération africaine de football le suspend douze mois de toute activité liée au football pour avoir été contrôlé positif à une substance interdite lors du match de groupe de la Ligue des champions de la CAF 2020-2021 entre le MC Alger et l'Espérance sportive de Tunis le 10 mai.

### Équipe nationale
Le 12 mars 2013, il est sélectionné par le nouvel entraîneur de l'équipe nationale, Nabil Maâloul, en vue du match pour les qualifications à la coupe du monde 2014 contre la Sierra Leone, le 23 mars 2013 au stade olympique de Radès. Il est également appelé en équipe nationale pour disputer la coupe d'Afrique des nations 2017 mais ne peut participer à la coupe du monde 2018 à cause d'une blessure. Deux ans plus tard, il est à nouveau convoqué pour participer à la coupe d'Afrique des nations 2019. Le 14 novembre 2022, il est sélectionné par Jalel Kadri pour participer à la coupe du monde 2022. En décembre 2023, il est retenu dans la liste des 27 joueurs tunisiens sélectionnés par Kadri pour disputer la coupe d'Afrique des nations 2023.

## Palmarès
Avec l'Espérance sportive de Tunis :
- Vainqueur du championnat de Tunisie en 2010, 2011, 2017, 2018, 2019, 2020 et 2021
- Vainqueur de la Supercoupe de Tunisie en 2019 et 2020
- Vainqueur de la Ligue des champions de la CAF en 2011, 2018 et 2019
- Vainqueur de la coupe de Tunisie en 2011 et 2016
- Vainqueur du championnat arabe des clubs en 2017

Avec le Club sportif sfaxien :
- Vainqueur du championnat de Tunisie en 2013
- Vainqueur de la coupe de la confédération en 2013

Avec le Koweït Sporting Club : 
- Vainqueur du championnat du Koweït en 2022, 2023, 2024 et 2025
- Vainqueur de la Supercoupe du Koweït en 2022 et 2024
- Vainqueur de la coupe du Koweït en 2023 et 2025

## Distinctions personnelles
- Meilleur buteur du championnat de Tunisie : 2017, 2019
- Meilleur buteur du championnat du Koweït : 2023